# Anne Distel
Anne Distel (geboren als Anne Dayez am 19. Februar 1947 in Paris) ist eine französische Kunsthistorikerin und Museumskuratorin. Ihr Spezialgebiet ist die französische Malerei des ausgehenden 19. und beginnenden 20. Jahrhundert, insbesondere des Impressionismus und Spätimpressionismus.

## Leben
Anne Distel kam 1947 als Tochter des Malers Georges Dayez in Paris zur Welt. 1969 begann sie ihre Karriere bei den staatlichen Museen im Pariser Jeu de Paume, zu der Zeit das Ausstellungshaus für die Kunst des Impressionismus und des Spätimpressionismus. Als Kuratorin war sie in der Folgezeit an zahlreichen Sonderausstellungen beteiligt, darunter die große Präsentation Centenaire de l’Impressionnisme zum hundertsten Jahrestag der Ersten Gruppenausstellung der Impressionisten, die zunächst im Grand Palais zu sehen war und anschließend im New Yorker Metropolitan Museum of Art gastierte. Auch bei späteren Ausstellungsprojekten hat sie wiederholt mit den großen amerikanischen Museen zusammengearbeitet.
1985 wechselte Distel als Kuratorin an das neue Musée d’Orsay und blieb in dieser Funktion bis 2003. Ein Schwerpunkt ihrer Arbeit waren Ausstellungen und Veröffentlichungen zu Pierre-Auguste Renoir. Sie gehörte zum Kuratorenteam der große Renoir-Retrospektive, die 1985–1986 im Pariser Grand Palais, in der Londoner Hayward Gallery und im Museum of Fine Arts, Boston gezeigt wurde. Weitere bedeutende Ausstellungen, an denen sie maßgeblich mitwirkte, galten dem Werk von Claude Monet, Gustave Caillebotte, Georges Seurat, Paul Signac und Paul Gachet, dem Arzt von Vincent van Gogh.
Von 2004 bis 2009 stand sie als Leiterin den Sammlungen aller Museen im Verbund der Musées de France vor. Danach schied sie aus dem aktiven Museumsdienst aus. Seither trägt sie den Ehrentitel einer Conservatrice générale honoraire du patrimoine au musée d’Orsay. Darüber hinaus ist sie Professorin für Kunstgeschichte an der Universität Paris-Sorbonne (Paris IV). Weiterhin hielt sie Vorträge im In- und Ausland, etwa 2012 zum Thema Renoir and the Woman of Paris an der New Yorker Frick Collection.

## Auszeichnungen
- 2008: Commandeur des Ordre des Arts et des Lettres[10]

## Veröffentlichungen (Auswahl)
- zusammen mit Michel Hoog, Charles S. Moffett: Centenaire de l’Impressionnisme Grand Palais, Ausstellungskatalog Galeries Nationales d’Exposition du Grand Palais und Metropolitan Museum of Art New York, Éditions des Musées Nationaux, Paris 1974.
- zusammen mit Hélène Adhemar: Musée du Jeu de Paume. Musée du Louvre, Editions des Musées Nationaux, Paris 1977.
- zusammen mit Michel Hoog: De Renoir à Matisse: 22 chefs-d’oeuvre des musées soviétiques et français. Ausstellungskatalog Grand Palais, Éditions de la Réunion des Musées nationaux, Paris 1978, ISBN 978-2-7118-0093-3.
- zusammen mit Sylvie Béguin, Jean-Pierre Cuzin: Donation Picasso: la collection personnelle de Picasso. Ausstellungskatalog Musée National du Louvre, Éditions de la Réunion des Musées Nationaux, Paris 1978, ISBN 2-7118-0086-5.
- zusammen mit Hélène Adhémar, Sylvie Gache: Hommage à Claude Monet: (1840–1926). Ausstellungskatalog Galeries Nationales d’Exposition du Grand Palais, Editions de la Réunion des musées nationaux, Paris 1980, ISBN 2-7118-0138-1.
- A Dunoyer de Segonzac. Flammarion, Paris 1980.
- Von Courbet bis Cézanne: französische Malerei 1848–1886. Ausstellungskatalog Staatliche Museen zu Berlin, Nationalgalerie. Association française d'action artistique, Nationalgalerie Berlin (Ost), Berlin 1982.
- Meisterwerke der Impressionisten im Jeu de Paume. Klett-Cotta, Stuttgart 1984, ISBN 978-3-608-76209-9.
- zusammen mit John House, Lawrence Gowing: Renoir. Ausstellungskatalog Hayward Gallery London, Galeries Nationales d’Exposition du Grand Palais Paris und Museum of Fine arts Boston, Éditions de la Réunion des Musées Nationaux, Paris 1985, ISBN 2-7118-2000-9.
- Les collectionneurs des impressionnistes: amateurs et marchands. Edition Trio/La bibliothèque des arts, Düdingen/Lausanne 1989, ISBN 2-85047-042-2.
- Seurat. Chêne, Paris 1991, ISBN 2-85108-711-8.
- Renoir:	"il faut embellir". Gallimard, Paris 1993, ISBN 2-07-053259-3.
- zusammen mit Kirk Varnedoe: Gustave Caillebotte 1848–1894. Ausstellungskatalog Galeries Nationales du Grand Palais Paris und Art Institute of Chicago, Réunion des Musées Nationaux, Paris 1994–1995, ISBN 978-2-7118-3047-3.
- zusammen mit Colin B. Bailey, Linda Nochlin: Les portraits de Renoir: impressions d’une époque. Ausstellungskatalog National Gallery of Canada Ottawa, Gallimard, Paris 1997, ISBN 978-0-8888-4667-9.
- zusammen mit Susan Alyson Stein: Un ami de Cézanne et Van Gogh: le Docteur Gachet. Ausstellungskatalog Galeries Nationales d’Exposition du Grand Palais, Réunion des Musées Nationaux Paris, Metropolitan Museum of Art New York und Rijksmuseum Vincent van Gogh Amsterdam, Réunion des Musées Nationaux, Paris 1999, ISBN 2-7118-3761-0.
- zusammen mit Marie-Dominique de Teneuille: Signac: 1863–1935. Ausstellungskatalog Galeries Nationales du Grand Palais Paris, Van Gogh Museum Amsterdam und Metropolitan Museum of Art New York, Réunion des Musées Nationaux, Paris 2001, ISBN 2-7118-4127-8.
- Renoir. Citadelles & Mazenod, Paris 2009, ISBN 978-2-85088-285-2.
- zusammen mit Mariantonia Reinhard-Felice: Victor Chocquet: ami et collectionneur des impressionnistes Renoir, Cézanne, Monet, Manet. Ausstellungskatalog Sammlung Oskar Reinhart "Am Römerholz", Winterthur, Hirmer, München 2015, ISBN 978-3-7774-2562-7.
  - deutsch: Victor Chocquet: Freund und Sammler der Impressionisten Renoir, Cézanne, Monet, Manet, ISBN 978-3-7774-2416-3.